# Barbara Gillian Briggs
Barbara Gillian Briggs, född den 22 november 1934 i Chatswood, New South Wales, är en av Australiens främsta botaniker. Index Kewensis tar upp 205 olika växter som publicerats eller medpublicerats av henne. Hon var en av botanikerna i Angiosperm Phylogeny Group. 1994 delade hon Clarkemedaljen med Craig Anthony Atkins. 1998 tilldelades hon Public Service Medal.
Auktorsnamnet B.G.Briggs kan användas för Barbara Gillian Briggs i samband med ett vetenskapligt namn inom botaniken; se Wikipediaartiklar som länkar till auktorsnamnet.